# Öland
Öland is een Zweeds eiland in de Oostzee. Het is het op een na grootste eiland van Zweden, na Gotland. Het is 137 km lang en maximaal 16 km breed.
Öland is het kleinste van de zogenaamde Zweedse landschappen. Bestuurlijk maakt het deel uit van de provincie Kalmar län in de Zuid-Zweedse regio Götaland. Het telt twee gemeenten: Mörbylånga en Borgholm.
In het westen grenst Öland aan Småland, dat aan de andere kant van de Kalmarsund is gelegen en waarmee het sinds 1972 door de Ölandbrug is verbonden. Visserij, landbouw en kalksteenmijnen zijn de belangrijkste bronnen van inkomsten.
Het hoogste punt van het eiland is de 55 m hoge Högsrum. Het zuiden van het eiland wordt gedomineerd door het prairie-achtig gebied Stora Alvaret. Een alvar is een gebied zonder bebossing op een kalksteenbodem. Op de noordpunt van het eiland staat de vuurtoren Långe Erik en op de zuidpunt Långe Jan.
Het eiland wordt beschreven in hoofdstuk IX van Nils Holgersson.

## Woonkernen
Onder andere: Borgholm, Löttorp, Färjestaden (de grootste), Kastlösa, Köpingsvik, Mörbylånga, Algutsrum, Arontorp, Björkviken, Degerhamn, Gårdby, Grönhögen, Löttorp, Norra Möckleby, Rälla, Skogsby, Vickleby, Eketorp.

## Heraldiek
Het eerste wapen werd reeds in 1560 goedgekeurd, maar het kostte eeuwen voordat het correcte wapen vastgelegd was. Dit gebeurde in 1944. De wapens van Öland en Åland waren met elkaar verward, iets wat pas in de 20e eeuw werd ontdekt. Dit werd toen voor Öland gecorrigeerd. Åland, dat inmiddels een provincie van Finland was geworden, mocht het wapen houden dat het per ongeluk toegekend had gekregen. Het hert symboliseert de status van Öland als koninklijk wildpark en het wapen wordt gekroond met de kroon van een hertog.

## Natuur
De ondergrond van Öland bestaat voornamelijk uit kalksteen die is afgezet in het Ordovicium en die het westelijke beginpunt vormt van de Baltische glint, die via Noord-Estland naar het oosten loopt. Deze kalksteen wordt als bouwstof gebruikt in heel Zweden. Door deze kalkrijke bodem is de flora op Öland heel bijzonder. Zo groeien er op Öland erg veel orchideeën die het eiland vooral in het voorjaar erg aantrekkelijk maken. Daarnaast zijn er vooral in het zuidelijk deel van Öland zogeheten alvar gronden. Alvar of alvarmark is een heide-achtig gebied op een kalkondergrond, met een slecht ontwikkelde of zelfs ontbrekende bodemlaag. De vegetatie op alvar is veelal karig, onder invloed van de extreme omstandigheden. Op het zuidelijk deel van Öland ligt een groot stuk aaneengesloten alvar dat Stora Alvaret (vertaald 'de grote alvar') wordt genoemd. Dit Agrarisch landschap van Zuid-Öland is opgenomen op de UNESCO Werelderfgoedlijst.

## Slag bij Öland
Bij Öland werd op 11 juni 1676 de Slag bij Öland gevoerd, waarbij luitenant-admiraal Cornelis Tromp het bevel voerde over een Nederlands-Deense oorlogsvloot, die een veel grotere Zweedse vloot onder het bevel van admiraal Lorentz Creutz versloeg, achttien jaar nadat de Nederlandse vlaggenkapitein Egbert Bartolomeusz Kortenaer dat eerder in 1658 deed in de Slag in de Sont.

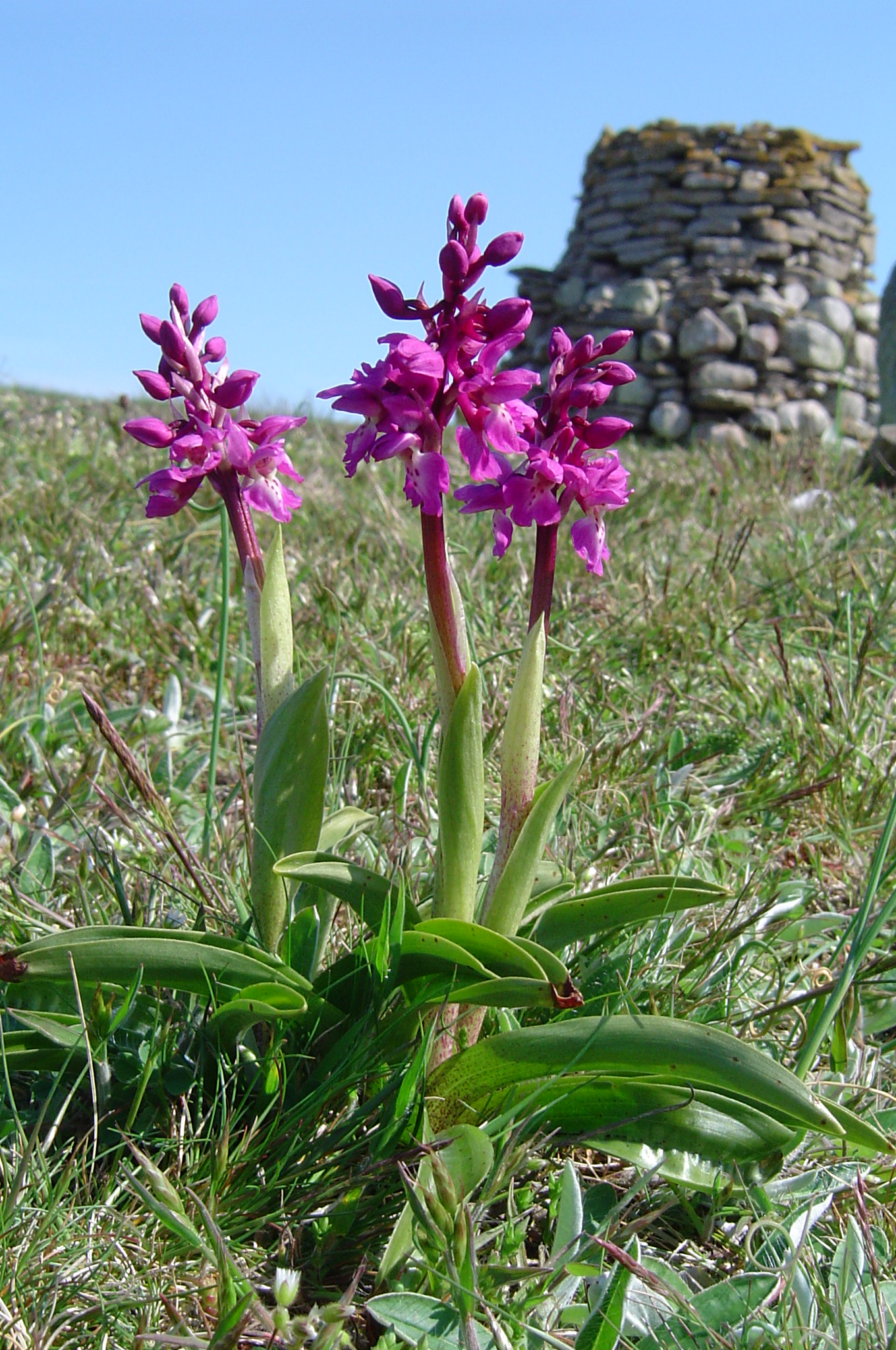
Mannetjesorchissen in natuurreservaat Högenäs Orde op Öland

Ångermanland · Blekinge · Bohuslän · Dalarna · Dalsland · Gästrikland · Gotland · Halland · Hälsingland · Härjedalen · Jämtland · Lapland · Medelpad · Närke · Norrbotten · Öland · Östergötland · Skåne · Småland · Södermanland · Uppland · Värmland · Västerbotten · Västergötland · Västmanland